# تايلر ونايت
تايلر ونايت (بالإنجليزية: Tyler Knight)‏ هو لاعب كرة قدم أمريكية أمريكي، ولد في 22 ديسمبر 1984 في ليتل روك في الولايات المتحدة.